# Glaciar Franz Josef
El Franz Josef (Ka Roimata o Hinehukatere en maorí) es un glaciar de 12 km de largo ubicado en Parque nacional Westland en la costa oeste de la Isla Sur de Nueva Zelanda. Junto con el Glaciar Fox de 20 km al sur, que es único en bajar de los Alpes del Sur a menos de 300 metros sobre el nivel del mar, en medio del verdor y frondosidad de un bosque templado lluvioso. 
El área que rodea a los dos glaciares es parte de Te Wahipounamu, un parque catalogado como Patrimonio de la Humanidad. El río que emerge de la terminal del glaciar Franz Josef se conoce como el río Waiho.

## Retroceso
Después de haber retrocedido varios kilómetros entre los años 1940 y 1980, el glaciar entró en una fase de avance en 1984, y en ocasiones ha avanzado a un ritmo espectacular (para los estándares glaciales) de 70 cm al día. La velocidad del flujo es aproximadamente 10 veces mayor que la de los glaciares típicos. A largo plazo, el glaciar ha retrocedido desde la última edad de hielo, y se cree que se extendía hasta el mar hace unos 10 000 a 15 000 años.
El glaciar seguía avanzando hasta 2008, pero desde entonces ha entrado en una fase de rápido retroceso. Como es el caso para la mayoría de los glaciares de Nueva Zelanda que se encuentran principalmente en la parte oriental de los Alpes del Sur, el proceso de contracción se atribuye al calentamiento global.

## Galeria
|                          |
| Vista aérea del glaciar. |

|               |
| Vista lejana. |

|                   |
| Vista de la base. |

|          |
| Detalle. |